# BM-25
BM-25コルシュン（ロシア語:2К5 "Коршун"）は、ソビエト連邦が1957年に採用した250mm多連装ロケット砲である。「コルシュン」とはロシア語で「鳶」の意。
北朝鮮の開発した弾道ミサイルに「BM-25（イスラエルによるコードネーム、アメリカでは「ムスダン」とも呼ばれる）」の名称で呼ばれるものが存在するが、この項で扱うものとの関係はない。

## 概要
BM-25は1953年に新型多連装ロケットとしてNII-88研究所所属のOKB-3設計局によって開発され、6連装発射機SM-44自体はTSKB-34設計事務所によって設計された。
実戦配備は1955年より開始されているが、存在が公表されたのは1957年10月の革命記念日軍事パレードにおいてである。ソ連においては1970年代後半まで使用され、BM-27に置き換えられたが、その後も予備役として長期間保持されていた。
この種の多連装ロケットランチャーとしては1発あたりの弾頭威力が大きいものの同時発射数が少ないために面制圧範囲が狭く戦術的制限がある、ロケット弾には液体燃料を使用しているため保持が難しい点などが欠点として挙げられる。

## 構成
車体にはKrAZ-214 6輪式トラックを使用している。6連装発射機SM-44はソビエトが他に開発した多連装ロケットランチャーとは違い、鉄材を円筒状に構成したスケルトン型となっており、装填されたロケット弾を直接視認できる。発射機は3列2段の構成となっており、俯仰角0〜55度、旋回角は左右各6度である。使用される3R7ロケット弾の250mmという直径は多連装式の発射機から発射されるロケット弾としては当時世界最大のものであった。

## 運用
BM-25はワルシャワ条約機構においてはソビエト連邦軍のみで装備・運用され、イエメン以外に輸出・供与された例はない。この種の兵器としては珍しくアラブ諸国には導入されていないため、中東戦争においても使用されていない。
イエメンに輸出されたものはイエメン内戦中に南イエメン軍により使用された。

## ロケット弾
- 3R7

全長：5.82m
重量：455kg
燃料：二液式液体燃料(推進剤：ケロシン 酸化剤：硝酸)
安定方式：スピン安定式
弾頭重量：18.4kg
弾頭：高性能爆薬
信管：着発信管
最大射程：30,000m

## 使用
イエメン：現在でも装備されている模様である。

### 退役国
ソビエト連邦